# Enispodes
Enispodes là một chi bướm đêm thuộc họ Erebidae.